# Karol Kapciński
Karol Kapciński (Oświęcim, 6 aprile 1943) è un ex calciatore polacco, di ruolo difensore.

## Carriera
Con il Górnik Zabrze vince tre titoli consecutivi del campionato polacco (1963, 1964 e 1965) oltre che la coppa di Polonia 1964-1965.
Gioca poi per due stagioni, sempre nella massima serie polacca, in forza allo Śląsk Breslavia.
Torna poi al Górnik Zabrze, con cui vince altre quattro coppe di Polonia e la I liga 1970-1971.
Nel 1971 viene ingaggiato dagli statunitensi N.Y. Cosmos, alla loro stagione d'esordio nella North American Soccer League. Con i Cosmos, dopo aver ottenuto il secondo posto nella Northern Division, fu eliminato con i suoi dall'Atlanta Chiefs dalla corsa al titolo della NASL 1971.
La stagione seguente con i Cosmos, dopo aver vinto la Northern Division, si aggiudica il torneo, battendo in finale, che giocò da titolare, il St. Louis Stars.
Nell'ultima stagione con i newyorchesi giunse invece a disputare le semifinali, perse contro i Dallas Tornado.
Sempre a New York giocò con il Polonia Greenpoint.

## Palmarès

### Competizioni nazionali
- Campionato polacco: 5

Górnik Zabrze: 1962-1963, 1963-1964, 1964-1965, 1965-1966, 1966-1967
- Coppa di Polonia: 5

Górnik Zabrze: 1964-1965, 1967-1968, 1968-1969, 1969-1970, 1970-1971
- Campionato NASL: 1

New York Cosmos: 1971